# Martin Lanig
Martin Lanig est un footballeur allemand né le 11 juillet 1984 à Bad Mergentheim.

## Palmarès
- Championnat de Chypre : 2015
- Coupe de Chypre : 2015